# گمینا سادلینکی
گمینا سادلینکی (به لهستانی:  Gmina Sadlinki) یک گمینا در لهستان است که در شهرستان کفیدزن واقع شده‌است. گمینا سادلینکی ۱۱۲٫۱۹ کیلومتر مربع مساحت و ۵٬۵۶۲ نفر جمعیت دارد.